# 洪福源
洪 福源（ホン・ボグォン、こう ふくげん、1206年 - 1258年）は、高麗の軍人。高麗北部の国境を守る軍人だったが、モンゴルの侵攻を受けると、1233年に高麗に背いて即座に降伏した。その後、モンゴルへ逃亡し、モンゴルの高麗侵攻の案内役を果たした。『元史』によると、先祖は唐から高麗に派遣された8人の才子の一人であり、生粋の高麗人ではなかった。韓国ではモンゴルに迎合した「売国奴」として指弾されている。

## 生涯
もとの名は福良で、彼の家門は唐城（現在の華城市）の豪族だったが、後に麟州（現在の義州郡）に移った。父の洪大純は麟州の都領を務めた。洪大純は1218年、モンゴルが契丹の残党を追撃して高麗に侵入した際に先に投降し、洪福源も西京の郎将だったが、1231年にサリクタイの率いるモンゴル軍を迎えて投降した。1233年、畢賢甫と共に西京を根拠に反乱を起こしたが、高麗朝廷の実権者である崔瑀により討伐され、畢賢甫と洪福源の家族は捕まり、洪福源はモンゴルに亡命した。

## 家族
- 子：洪茶丘